# László Nyers
László Nyers (ur. 14 kwietnia 1934; zm. 29 stycznia 2013) – węgierski zapaśnik walczący w stylu wolnym. Olimpijczyk z Meksyku 1968, gdzie zajął dziewiąte miejsce w kategorii 97 kg.
Brązowy medalista mistrzostw Europy w 1968 roku.
- Turniej w Meksyku 1968

Przegrał z Abolfazlem Anvarim z Iranu i Larry Kristoffem z USA.